# Ania Monahof
Ania Johanna Monahof Frankel, tidigare Lowejko, ursprungligen Anni Johanna Monahof, född 12 juni 1929 i Leningrad i Sovjetunionen, är en svensk författare.
Under uppväxtåren flydde Ania Monahof undan svält och förtryck i det forna Sovjet genom Estland och Finland och kom i fiskebåt till Sverige 1945. I den självbiografiska trilogin bestående av Genom graniten (1987), Mot stjärnan (1988) och Tillflykten (1989) skildrar hon denna tid. För debutboken fick hon Samfundet De Nios litteraturpris och Myrdalsstipendiet. I böckerna Svarta torpet (1992) och Simos dotter Katrina (1995) söker hon sig längre tillbaka i sin släkthistoria. I boken Sjung mitt hjärta (2001) följer hon upp familjens öden i Sverige.
Hon har verkat som reseledare under temat "Konst och fred" men har också arbetat inom sjukvården. Hon har i många år bott i Småland, på orter som Eksjö, Vetlanda och Loftahammar.
Ania Monahof var gift första gången 1950–1954 med Assar Olaus Löfgren (1927–1990), andra gången 1955–1978 med byggnadsingenjören Gotfryd Lowejko (1929–2013) från Polen och tredje gången sedan 1992 med sin nuvarande man Allan Frankel (född 1938). Hon har en dotter (född 1951) och tre söner (födda 1955, 1958 och 1963). Ania Monahof är numera bosatt i Nässjö.